# Sars-la-Buissière
Sars-la-Buissière is een dorp in de Belgische provincie Henegouwen en een deelgemeente van de Waalse gemeente Lobbes.
Het was een zelfstandige gemeente tot die bij de gemeentelijke herindeling van 1977 toegevoegd werd aan de gemeente Lobbes. Sars-la-Buissière ligt aan de Samber.

## Demografische ontwikkeling
- Bronnen:NIS, Opm:1831 tot en met 1970=volkstellingen, 1976= inwoneraantal op 31 december

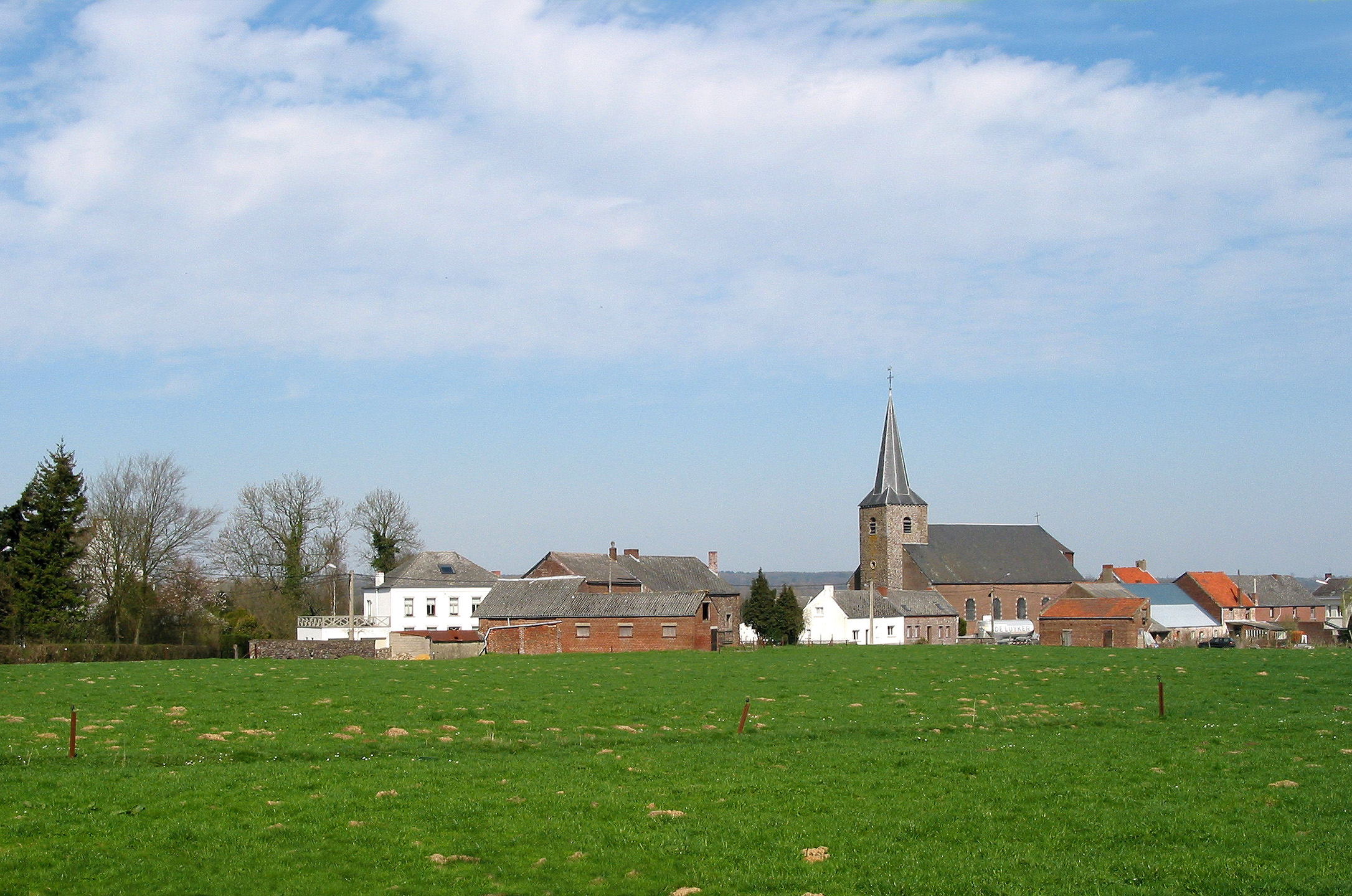
Uitzicht op Sars-la-Buissière

## Trivia
Het dorp raakte in de jaren negentig bekend door een van zijn inwoners, de misdadiger Marc Dutroux.
Bienne-lez-Happart · Lobbes · Mont-Sainte-Geneviève · Sars-la-Buissière

Belgische gemeenten · Arrondissement Thuin · Henegouwen · Wallonië